# Campionati austriaci di sci alpino 1960
I Campionati austriaci di sci alpino 1960 si svolsero a Saalfelden am Steinernen Meer tra il 21 e il 24 gennaio; furono assegnati i titoli di slalom gigante, slalom speciale e combinata, sia maschili sia femminili.

## Risultati

### Uomini

#### Slalom gigante
| Pos. | Atleta           | Nazione |
| ---- | ---------------- | ------- |
| 1    | Andreas Molterer | Austria |
| 2    | Ernst Hinterseer | Austria |
| 3    | Ernst Oberaigner | Austria |

Data: 22 gennaio

#### Slalom speciale
| Pos. | Atleta           | Nazione |
| ---- | ---------------- | ------- |
| 1    | Josef Stiegler   | Austria |
| 2    | Gerhard Nenning  | Austria |
| 3    | Ernst Oberaigner | Austria |

Data: 24 gennaio

#### Combinata
| Pos. | Atleta           | Nazione |
| ---- | ---------------- | ------- |
| 1    | Ernst Oberaigner | Austria |
| 2    | Josef Stiegler   | Austria |
| 3    | Gerhard Nenning  | Austria |

Data: 22-24 gennaio

Classifica stilata attraverso i piazzamenti ottenuti
in slalom gigante e slalom speciale

### Donne

#### Slalom gigante
| Pos. | Atleta        | Nazione |
| ---- | ------------- | ------- |
| 1    | Hilde Hofherr | Austria |
| 2    | Erika Netzer  | Austria |
| 3    | Traudl Hecher | Austria |

Data: 21 gennaio

#### Slalom speciale
| Pos. | Atleta        | Nazione |
| ---- | ------------- | ------- |
| 1    | Traudl Hecher | Austria |
| 2    | Erika Netzer  | Austria |
| 3    | Hilde Hofherr | Austria |

Data: 23 gennaio

#### Combinata
| Pos. | Atleta        | Nazione |
| ---- | ------------- | ------- |
| 1    | Traudl Hecher | Austria |
| 2    | Hilde Hofherr | Austria |
| 3    | Erika Netzer  | Austria |

Data: 21-23 gennaio

Classifica stilata attraverso i piazzamenti ottenuti
in slalom gigante e slalom speciale